# Wuchang
Wuchang är ett stadsdistrikt i provinshuvudstaden Wuhan i Hubei-provinsen i centrala Kina. Det är beläget på den högra stranden av Yangtze-floden, mitt emot mynningen av Hanfloden.

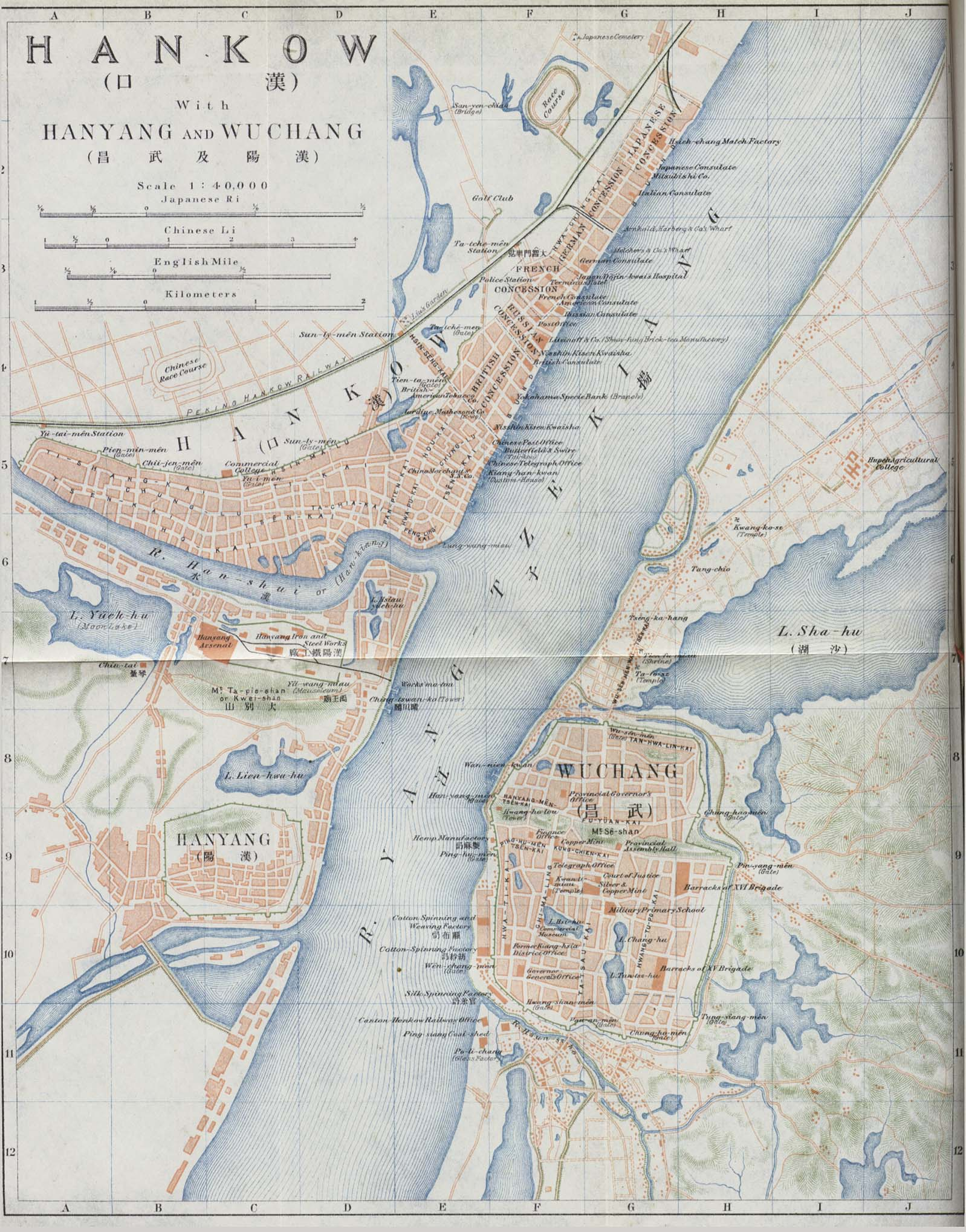
Karta över Hankou, Hanyang och Wuchang år 1915.

## Historia
Under Qingdynastin var Wuchang en prefektur och tillika huvudstad i provinsen Hubei och i generalguvernementet Huguang. I januari 1853 erövrades staden av Taipingupproret.
Staden hade ett myntverk samt tillverkning av järn och stål. 1890 upprättade det Svenska missionsförbundet en missionsstation i Wuchang.
10 oktober 1911 utbröt en resning mot Qingdynastin i Wuchang, vilket blev startskottet för Xinhairevolutionen. De upproriska besatte arsenalen i Hanyang och massakrerade den fåtaliga garnisonen med manchuiska trupper. Rörelsen spred sig hastigt till de större städerna i provinserna Hunan och Hubei, och i sin nöd återkallade regeringen den 14 oktober Yuan Shikai till Peking och gjorde honom till arméns högste befälhavare. Året därpå abidikerade kejsaren till förmån för den nygrundade Republiken Kina.
1926 slogs staden samman med de intilliggande städerna Hanyang och Hankou för att bilda storstaden Wuhan.